# 笠幡駅
笠幡駅（かさはたえき）は、埼玉県川越市大字笠幡にある、東日本旅客鉄道（JR東日本）川越線の駅である。

## 歴史
- 1940年（昭和15年）7月22日：大宮 - 高麗川間の路線開業時に他の川越線8駅と共に同時に開業[1][2]。
- 1965年（昭和40年）6月1日：業務委託駅となる（日本交通観光社に委託）[3]。
- 1984年（昭和59年）2月1日：荷物扱い廃止[2]。
- 1987年（昭和62年）4月1日：国鉄分割民営化に伴い、JR東日本の駅となる[2]。
- 2001年（平成13年）11月18日：ICカード「Suica」の利用が可能となる[広報 1]。
- 2008年（平成20年）1月31日：窓口業務（乗車券・定期券・回数券などの販売）終了。

## 駅構造
単式ホーム1面1線を有する地上駅である。開業当時からの駅舎（木造駅舎）は隣の的場駅とよく似ている。自動券売機、簡易Suica改札機が設置されている。2008年1月末までは窓口で定期券・長距離乗車券等を発売していたが、現在は購入できない。2020年東京オリンピックのゴルフ競技の会場の最寄駅として、競技開催期間に合わせ臨時改札口を整備したが、無観客開催となった為、使用されないまま撤去された。
川越駅管理の業務委託駅（JR東日本ステーションサービス委託）。当駅の駅員がシフトで西川越駅の勤務にも当たる（但し、同駅は休日に無人駅となり、利用者のために乗車駅証明書発行機が設置されている）。
川越線は大宮 - 武蔵高萩間でATOSを導入しているが、かつて当駅ではATOS導入区間にもかかわらず、連動放送は使用されずに自放音源である仙石型放送の接近・発車放送を使用していた。2011年6月ごろより再びATOS連動放送の使用が再開された。また、当駅には発車標が改札口上に設置されており、こちらもATOSに連動した案内がなされている。

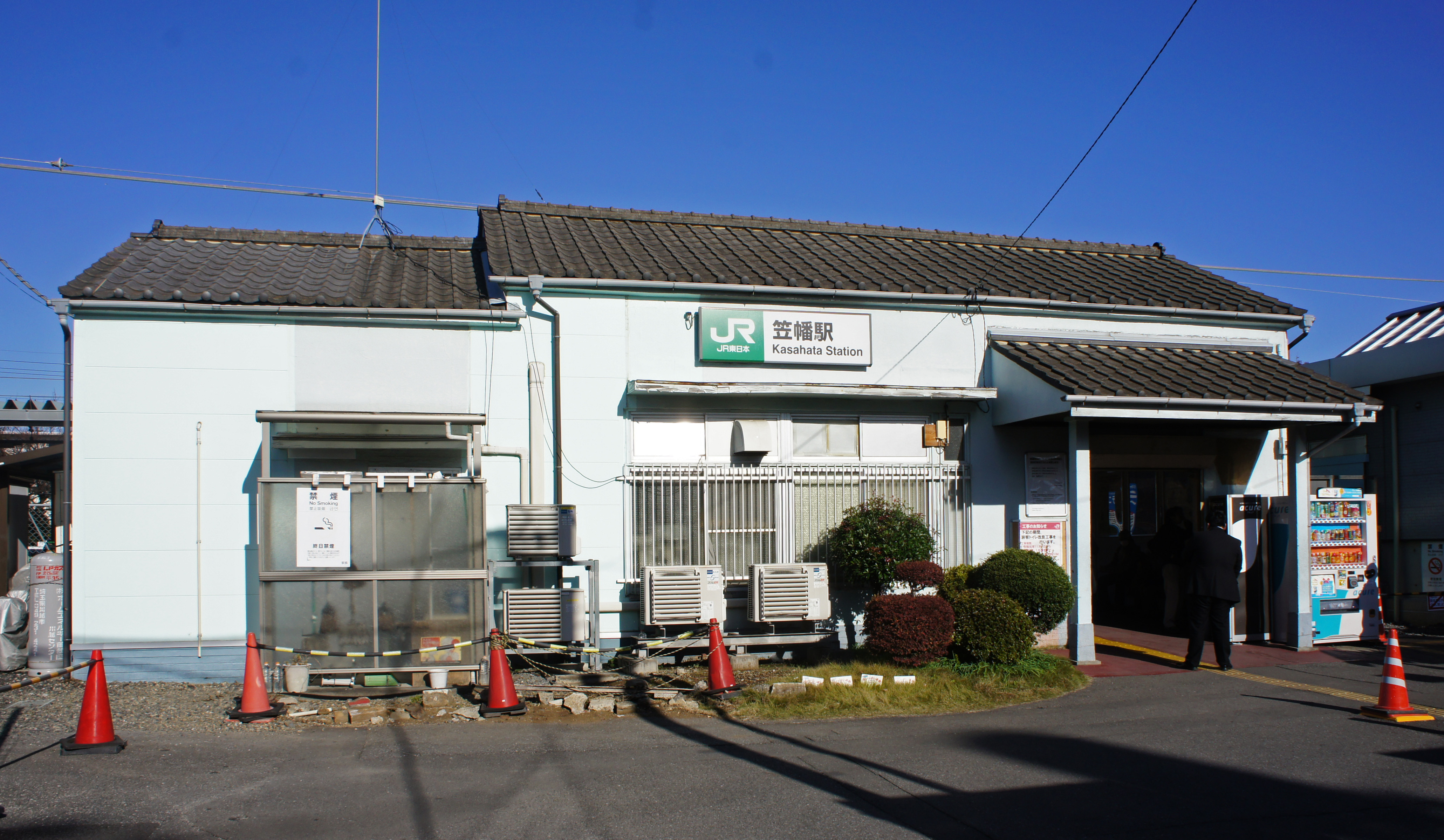
改修前の駅舎（2019年11月）
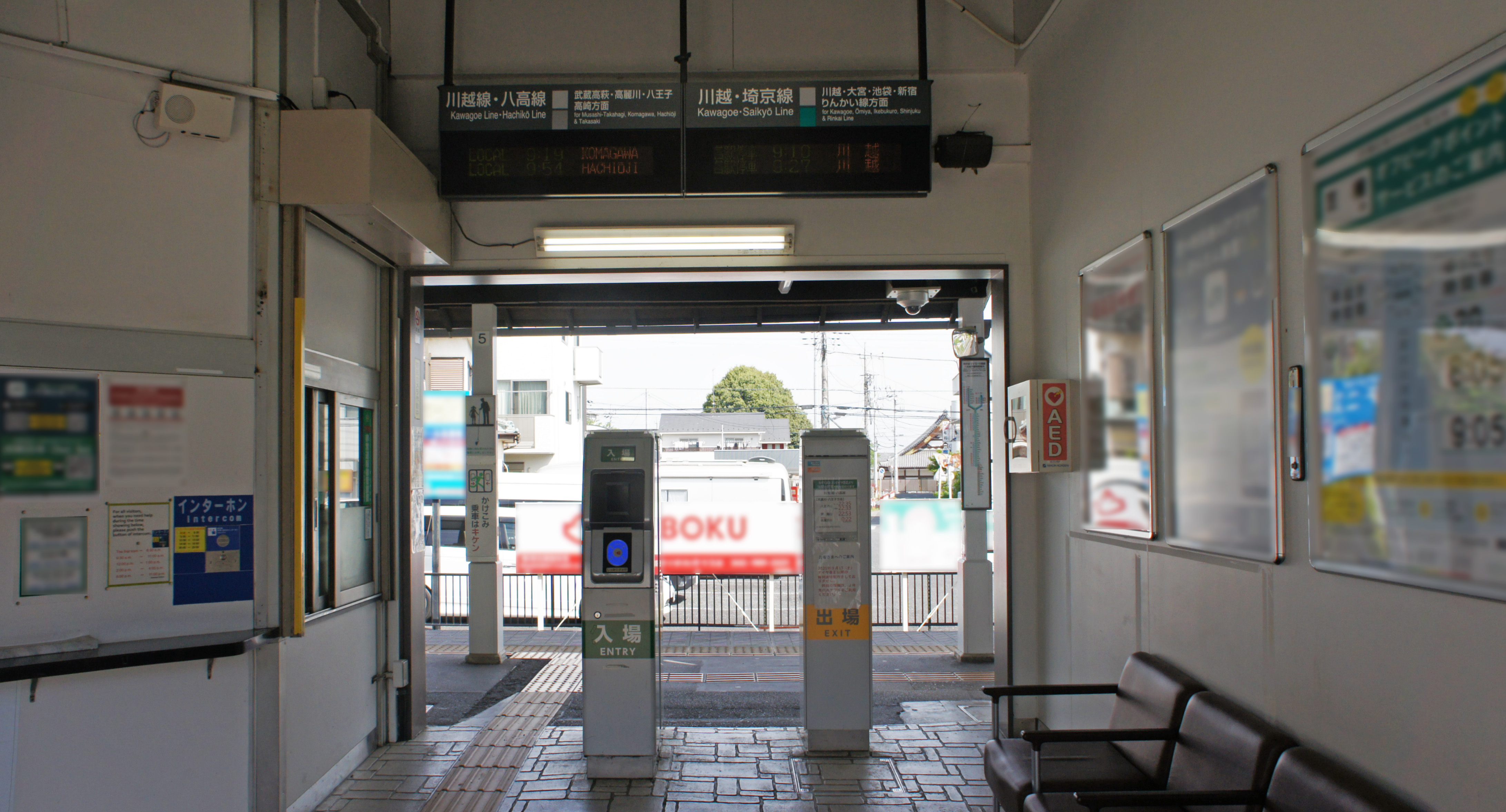
改札口（2021年4月）
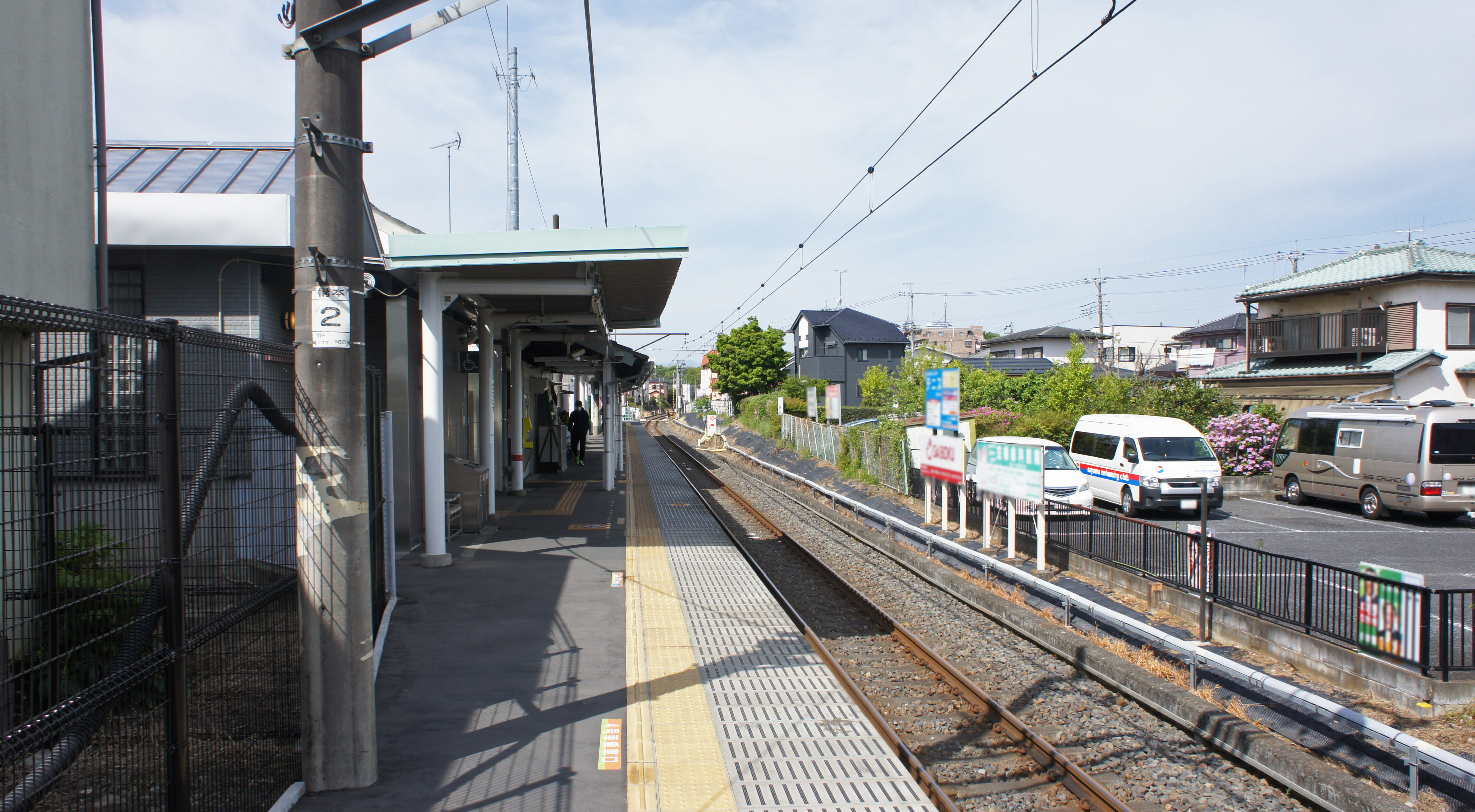
ホーム（2021年4月）

## 利用状況
2023年度（令和5年度）の1日平均乗車人員は2,752人である。
JR東日本および埼玉県統計年鑑によると、1990年度（平成2年度）以降の1日平均乗車人員の推移は以下の通り。
| 年度               | 1日平均 乗車人員 | 出典     |
| ------------------ | ---------------- | -------- |
| 1990年（平成02年） | 2,957            |          |
| 1991年（平成03年） | 3,425            |          |
| 1992年（平成04年） | 3,453            |          |
| 1993年（平成05年） | 3,497            |          |
| 1994年（平成06年） | 3,479            |          |
| 1995年（平成07年） | 3,511            |          |
| 1996年（平成08年） | 3,453            |          |
| 1997年（平成09年） | 3,349            |          |
| 1998年（平成10年） | 3,230            |          |
| 1999年（平成11年） | 3,197            | [ * 1 ]  |
| 2000年（平成12年） | 3,072            | [ * 2 ]  |
| 2001年（平成13年） | 2,948            | [ * 3 ]  |
| 2002年（平成14年） | 2,872            | [ * 4 ]  |
| 2003年（平成15年） | 2,877            | [ * 5 ]  |
| 2004年（平成16年） | 2,863            | [ * 6 ]  |
| 2005年（平成17年） | 2,893            | [ * 7 ]  |
| 2006年（平成18年） | 2,938            | [ * 8 ]  |
| 2007年（平成19年） | 3,002            | [ * 9 ]  |
| 2008年（平成20年） | 2,998            | [ * 10 ] |
| 2009年（平成21年） | 2,957            | [ * 11 ] |
| 2010年（平成22年） | 2,916            | [ * 12 ] |
| 2011年（平成23年） | 2,863            | [ * 13 ] |
| 2012年（平成24年） | 2,942            | [ * 14 ] |
| 2013年（平成25年） | 3,024            | [ * 15 ] |
| 2014年（平成26年） | 2,997            | [ * 16 ] |
| 2015年（平成27年） | 3,010            | [ * 17 ] |
| 2016年（平成28年） | 3,000            | [ * 18 ] |
| 2017年（平成29年） | 2,979            | [ * 19 ] |
| 2018年（平成30年） | 2,956            | [ * 20 ] |
| 2019年（令和元年） | 2,933            | [ * 21 ] |
| 2020年（令和02年） | 2,290            |          |
| 2021年（令和03年） | 2,506            |          |
| 2022年（令和04年） | 2,617            |          |
| 2023年（令和05年） | 2,752            |          |

## 駅周辺

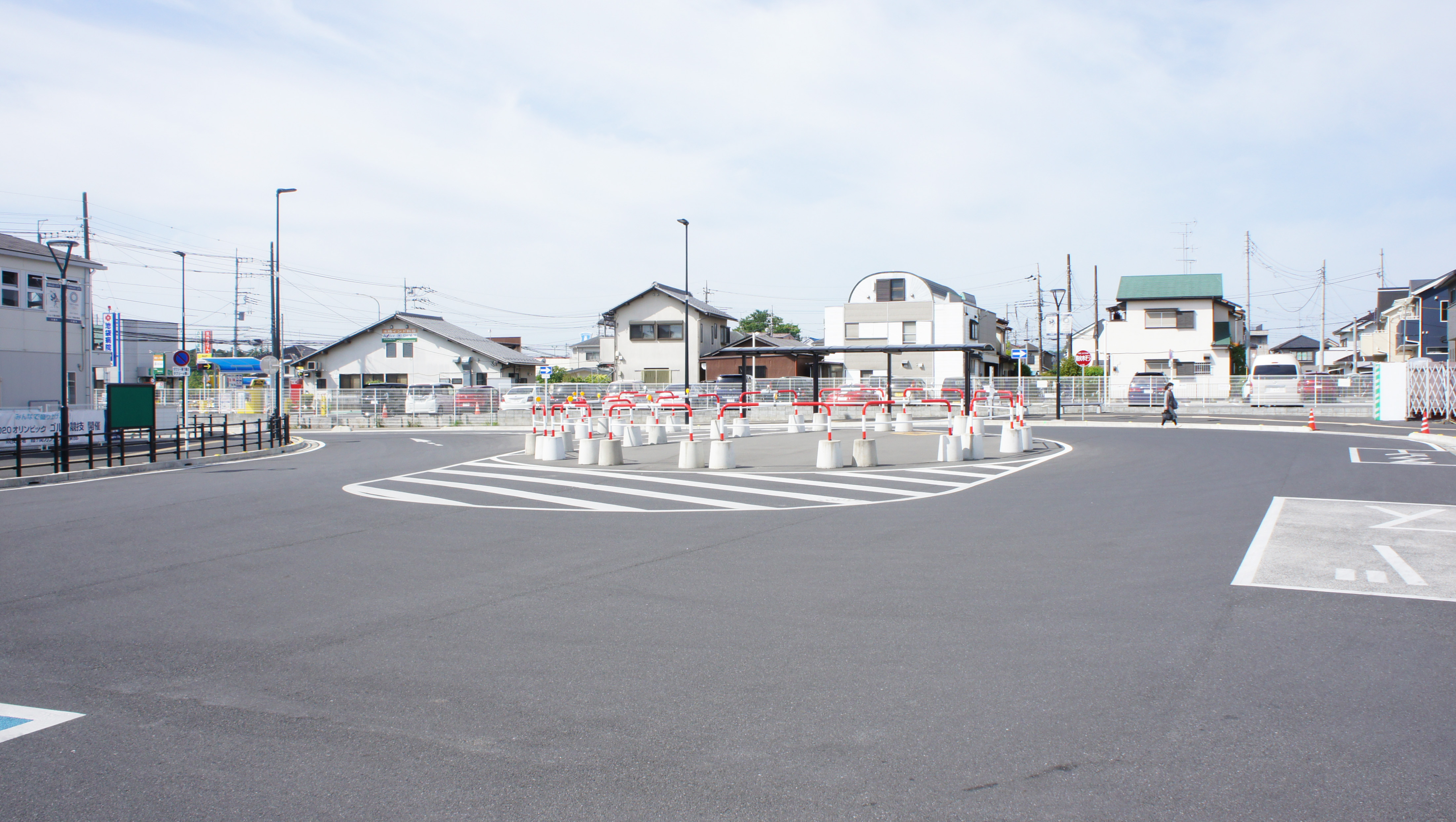
駅前広場

駅から小畔川の方へ歩くと長閑な田園風景が広がっている。最寄りの霞ヶ関カンツリー倶楽部が2020年東京オリンピック会場になることから、駅の西側に駅前広場（2019年2月17日供用開始）およびアクセス道路が新たに整備された。
- 池袋病院
- 笠幡病院
- 秀明中学校・秀明高等学校
- 埼玉県立川越西高等学校
- 川越市立霞ヶ関西中学校
- 埼玉県立特別支援学校塙保己一学園
- 武蔵野銀行 霞ケ関支店
- 飯能信用金庫 笠幡支店
- 川越笠幡郵便局
- 川越笠幡団地
- 霞ヶ関カンツリー倶楽部

## バス路線
駅前広場にある「笠幡駅」停留所にて、以下の路線バスが発着する。
- 東武バスウエスト
  - 鶴ヶ島05：鶴ヶ島駅行き/ サイボク行き
- 西武バス
  - 新狭11：新狭山駅北口行き ※平日朝夕4本のみ
- 川越シャトル（運行：イーグルバス）
  - 11：霞ヶ関駅北口行き / 西後楽会館行き

## 隣の駅
東日本旅客鉄道（JR東日本）
■川越線
的場駅 - 笠幡駅 - 武蔵高萩駅

### 記事本文